# Oporečnik
Oporéčnik ali disidènt je oseba, ki aktivno nasprotuje uveljavljenemu političnemu ali verskemu sistemu, doktrini, prepričanju, politiki ali inštituciji. V verskem smislu se beseda uporablja od 18. stoletja, v političnem pa od 20. stoletja, kar sovpada z vzponom avtoritarnih vlad v državah, kot so fašistična Italija, nacistična Nemčija, cesarska Japonska, frankistična Španija, Saudova Arabija, Turčija, Iran, Turkmenistan itd. V zahodnem svetu obstajajo zgodovinski primeri ljudi, ki so veljali za oporečnike, kot je nizozemski filozof Baruch Spinoza. V totalitarnih državah so oporečniki pogosto zaprti ali usmrčeni brez izrecnih političnih obtožb ali zaradi kršitev istih zakonov, ki jim nasprotujejo, ali ker podpirajo državljanske svoboščine, kot je svoboda govora.